# International Policy Centre for Inclusive Growth
Das International Policy Centre for Inclusive Growth (IPC-IG) in Brasilia, früher International Poverty Centre, basiert auf einer Partnerschaft zwischen der Poverty-Practice-Abteilung des Entwicklungsprogramms der Vereinten Nationen und der brasilianischen Regierung. Das IPC-IG fördert den internationalen Erfahrungsaustausch im Rahmen der Süd-Süd-Kooperation mit dem Ziel, Entwicklungsländer bei der Planung, Umsetzung und Evaluierung von Public Policies zur Stärkung inklusiven Wachstums zu unterstützen und das Wissen und die Kompetenzen von Entwicklungsländern in diesem Bereich zu stärken. IPC-IG versteht sich als ein Zentrum des Süd-Süd-Dialogs über angewandte Forschung und Fortbildung im Bereich der Entwicklungspolitik.
Zweck ist es, Entscheidungsträger aus Entwicklungsländern mit den notwendigen Fähigkeiten auszustatten, um integrative Sozialpolitiken zu entwerfen und von erfolgreichen entwicklungspolitischen Erfahrungen anderer Länder des globalen Südens zu lernen. Eine wichtige Dienstleistung, die IPC-IG für die internationale Entwicklungsgemeinschaft und die UNDP-Länderbüros erbringt, ist die Stärkung von Fähigkeiten im Bereich der Policy-Analyse und -Umsetzung.
Die Gründung im Jahr 2004 war Teil einer Bemühung zur Dezentralisierung von UNDP, mit dem Ziel, Wissen näher an UNDPs weltweite Partner zu bringen. IPC-IG schließt sich in dieser Hinsicht an das Democratic Governance Centre (Oslo, Norwegen) und das Drylands Development Centre (Nairobi, Kenia) an.
IPC-IG führt unter anderem Projekte in Zusammenarbeit mit den folgenden nationalen und internationalen Partnern durch: das Ministerium für Soziale Entwicklung und den Kampf gegen Hunger (MDS) in Brasilien, die Weltbank, UNDPs Independent Evaluation Office, das UNDP Länderbüro in Kap Verde, das Welternährungsprogramm der Vereinten Nationen, UNICEF (Länderbüro Yemen und Regionalbüro in der MENA-Region), UN Women, die Ernährungs- und Landwirtschaftsorganisation der Vereinten Nationen, DFAT, DFID, GiZ, ECLAC und ESCAP.
Ein Exekutivausschuss, bestehend aus Vertretern von UNDP, des Sekretariats für Strategische Angelegenheiten der Präsidentschaft der Föderativen Republik Brasilien, des brasilianischen Außenministeriums und des brasilianischen Instituts für Angewandte Wirtschaftsforschung (IPEA), beaufsichtigt und koordiniert die Durchführung und Erfüllung der Aufgaben von IPC-IG.